# Pterois mombasae
Pterois mombasae è un pesce d'acqua salata appartenente alla famiglia Scorpaenidae.

## Distribuzione e habitat
Questa specie è diffusa nelle barriere coralline di golfi, baie e atolli dell'Indo-Pacifico, dalle coste africane sud-orientali (Sudafrica), all'Australia settentrionale.

## Descrizione
Raggiunge una lunghezza massima di 31 cm.

## Alimentazione
P. mombasae si nutre di invertebrati, soprattutto spugne.

## Pesca
Nei luoghi d'origine è pescato per l'alimentazione umana.